# Tren metropolitan

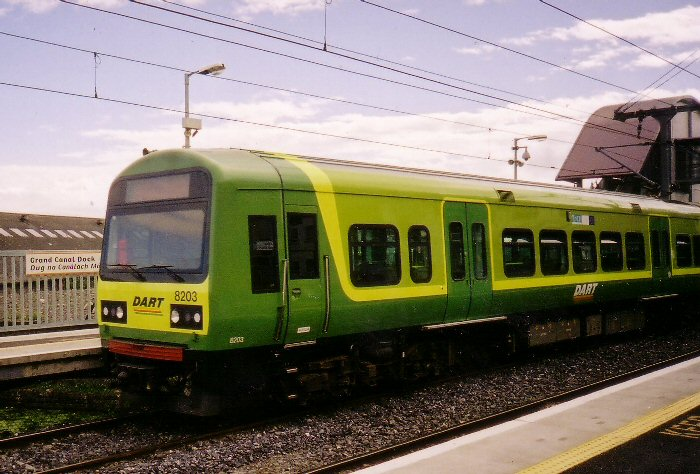
DART face parte din rețeaua de transport feroviar a orașului Dublin

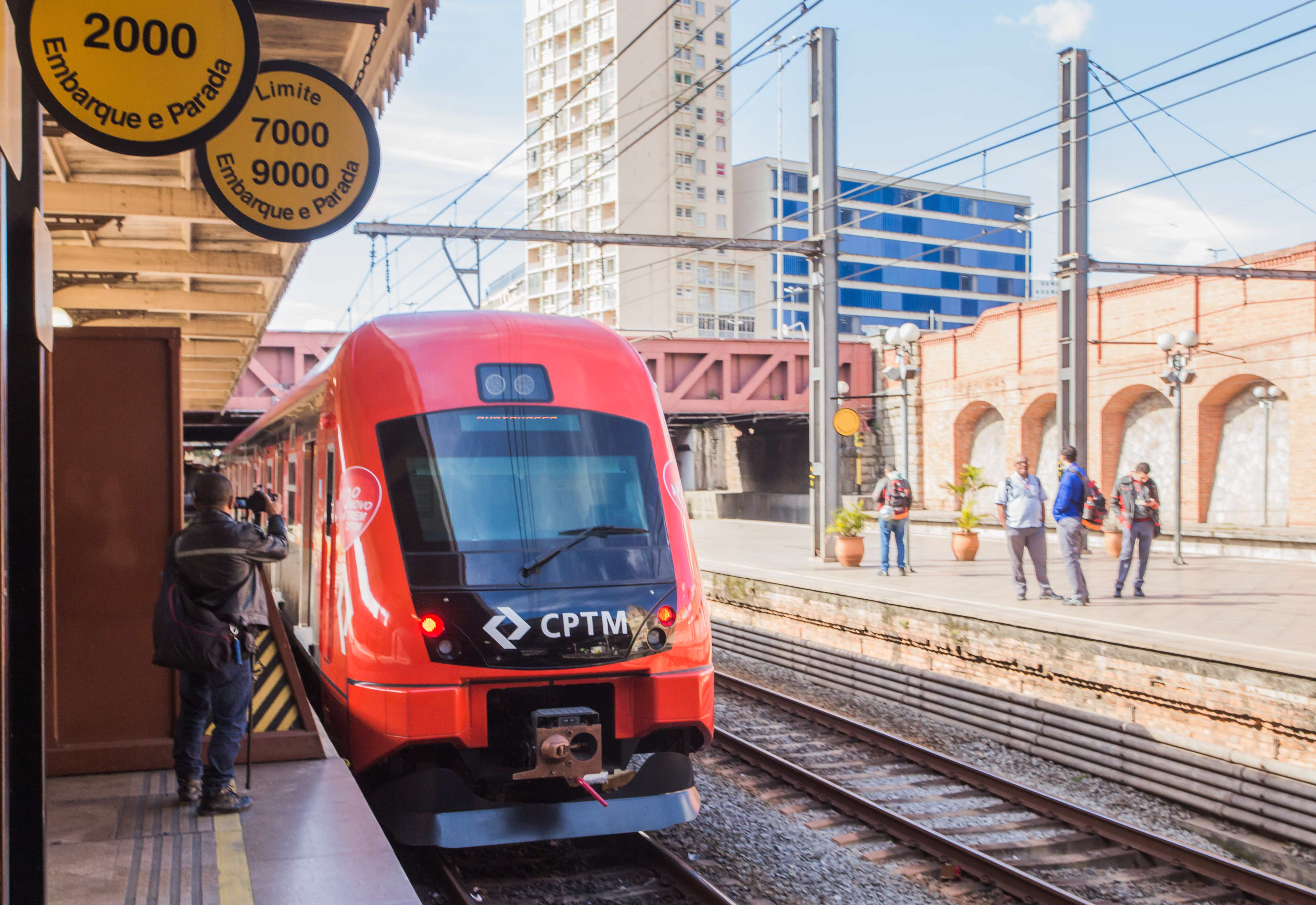
Un tren CPTM pe Coral Line din São Paulo, Brazilia

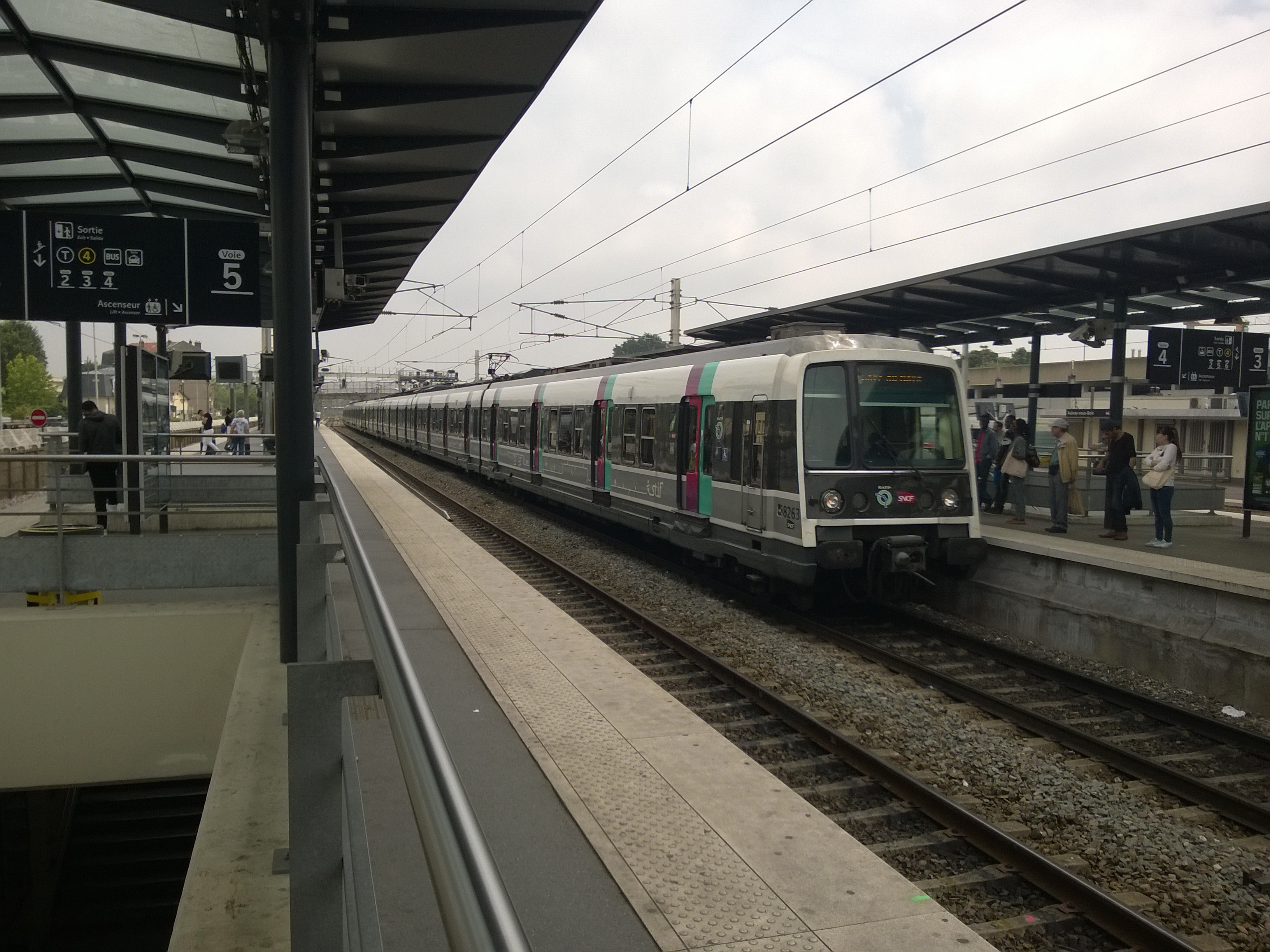
Un tren MI 79 al Réseau Express Régional din Paris

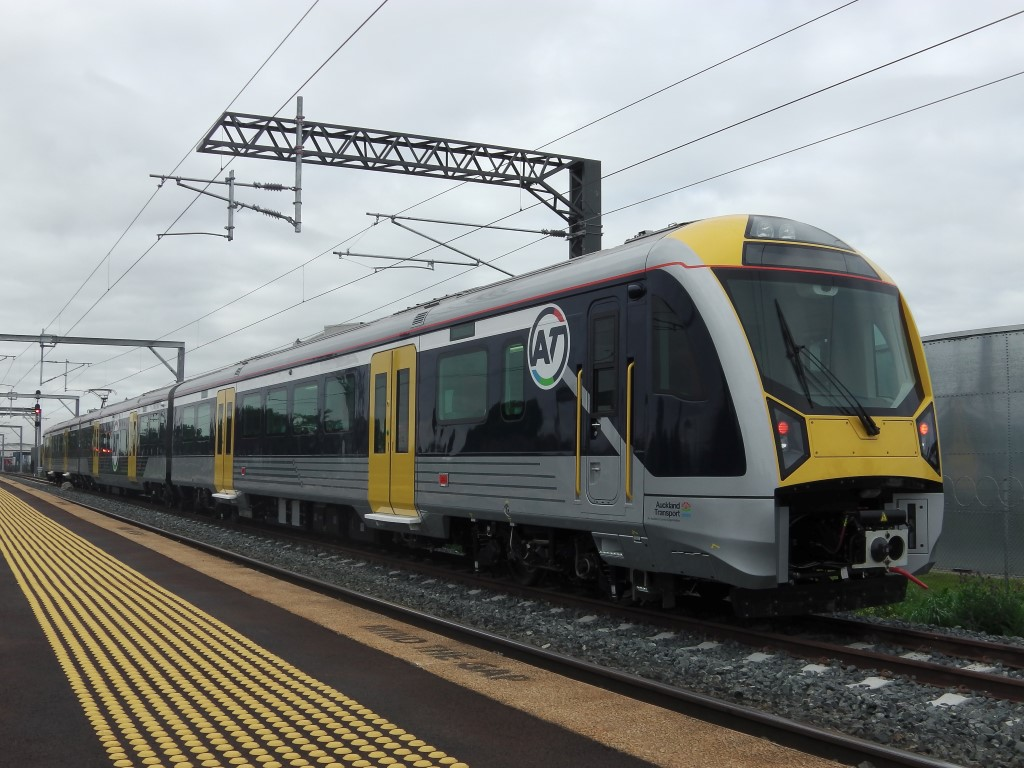
Unitate electrică clasa AM folosită în Auckland, Noua Zeelandă

Trenul metropolitan, cunoscut și ca tren suburban sau tren de navetă, este un tip de tren de pasageri care deservește o zonă metropolitană, facilitând transportul în comun între suburbii și un oraș central. Termenul poate face referire la sisteme cu o mare varietate de caracteristici și frecvențe de circulație, dar este adesea utilizat în contrast cu metroul sau metroul ușor. Trenul metropolitan folosește în general locomotive electrificate sau diesel.
Trenul metropolitan mai este cunoscut și ca Treno suburbano în italiană, Cercanías în spaniolă, Train de banlieue în franceză, Elektrichka în rusă și Pendeltåg în suedeză.
Unele servicii de tren metropolitan împărtășesc asemănări atât cu transportul feroviar de mare distanță, cât și cu metroul. Exemple de astfel de sisteme includ S-Bahn în Germania, Réseau Express Régional în Paris, unele rute feroviare japoneze și unele rețele suburbane australiene. Alte servicii, cum ar fi transportul feroviar britanic, funcționează folosind aceeași infrastructură ca alte servicii de pasageri și transport de marfă.
În Statele Unite, trenul metropolitan operează adesea la o frecvență mai mare în perioadele de vârf și la frecvență redusă în afara acestora. De la crearea serviciului de navete GO Transit în 1967, serviciile feroviare de transport și lungimea rutelor s-au extins în America de Nord.

## Caracteristici

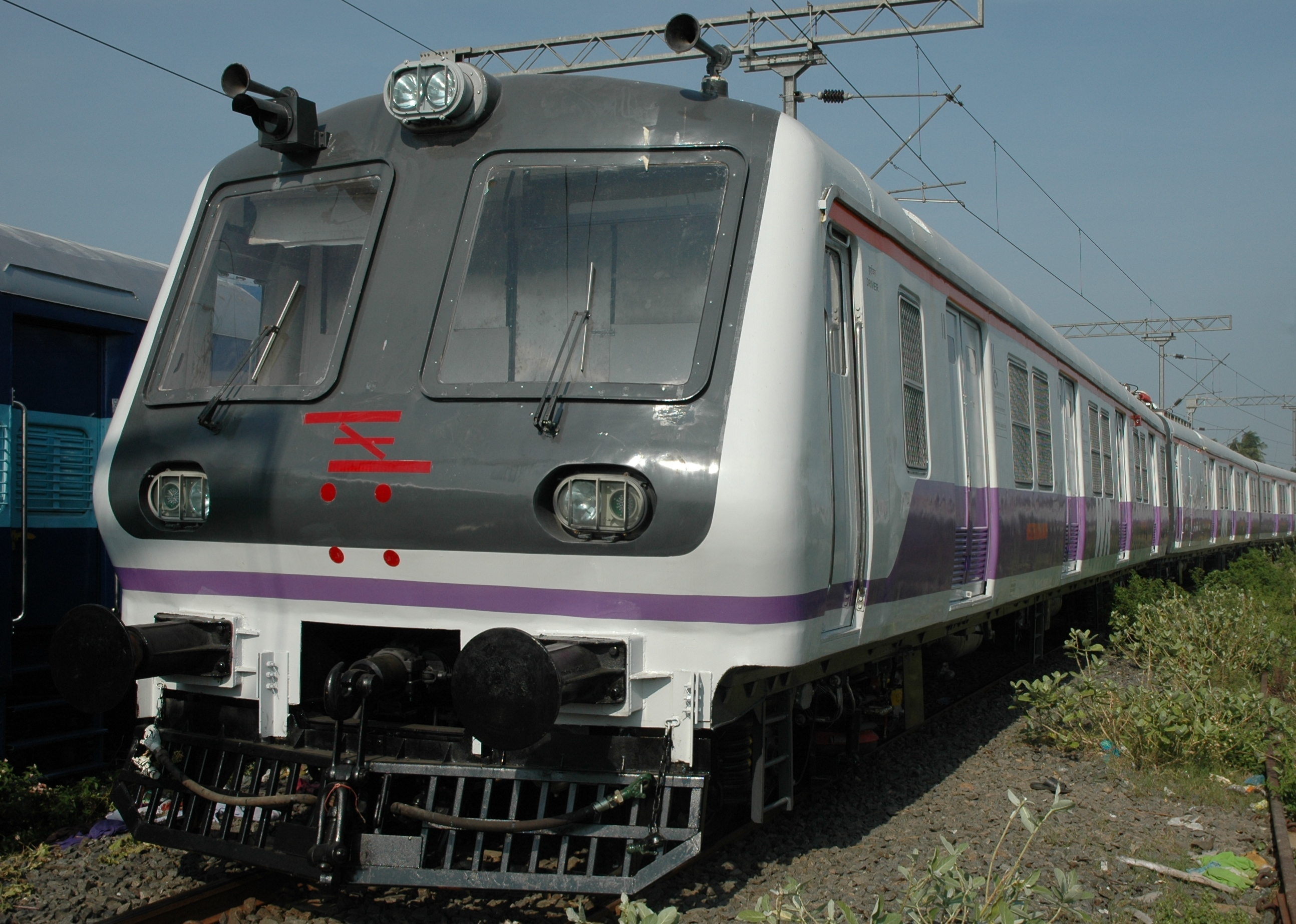
Trenul metropolitan Mumbai transportă zilnic peste 7,24 milioane de oameni

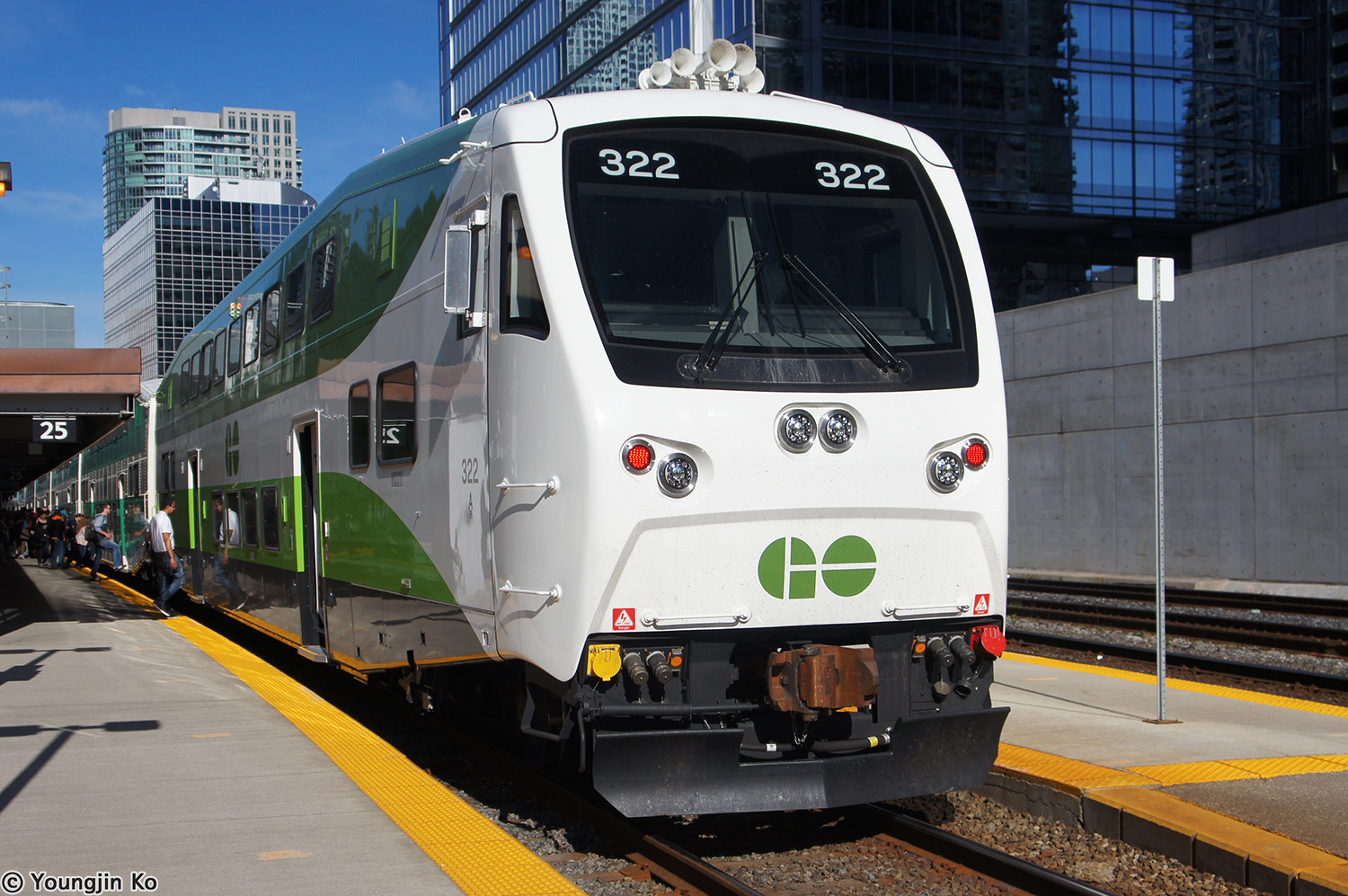
GO Transit deservește regiunea din jurul orașului canadian Toronto

În general, rețelele de tren metropolitan sunt construite la standardele căilor ferate naționale și diferă de sistemele de metrou ușor sau de metrou prin următorii factori:
- dimensiuni mai mari
- asigurarea unui spațiu extins pentru stat jos și redus pentru stat în picioare
- frecvență de circulație mai scăzută (în majoritatea cazurilor)
- trenurile circulă, mai degrabă, la ore specifice în loc de intervale specifice
- deservesc zone suburbane cu densitate mai scăzută, conectând de obicei suburbii la centrul orașului
- utilizarea aceluiași traseu cu trenurile de pasageri sau de marfă
- nu sunt complet separate de traficul rutier
- au posibilitatea să nu oprească în toate stațiile (să circule în regim expres)

### Programul trenurilor
Spre deosebire de metrou, trenul metropolitan are de multe ori frecvența de circulație mai scăzută, funcționând după un orar prestabilit, nu la intervale fixe precum metroul. De asemenea, numărul de stații este mai mic, iar distanțatele dintre ele sunt mai mari. În multe cazuri, trenurile metropolitane funcționează numai în timpul orelor de vârf, sau la frecvență redusă în afara acestora și în weekend.

### Viteza și distanța de funcționare
Viteza medie e în jurul valorii de 50 km/h sau mai mare.  Distanțele între doua puncte terminus ale rutelor metropolitane este oriunde între 15 și 200 km. Totuși, acestea pot circula pe distanțe mai lungi dacă trenul circulă între două sau mai multe orașe (de exemplu, S-Bahn în regiunea Ruhr din Germania). Distanțele dintre stații pot varia, dar de obicei sunt mult mai mari decât cele tipice sistemelor feroviare urbane. În centrele orașelor, trenul fie are o stație terminus sau trece prin centrul orașului oprind de mai puține ori decât ar opri un metrou. Unele rute includ servicii expres care nu opresc în stațiile mai puțin folosite, în scopul de a traversa mai repede distanță dintre suburbie și centrul orașului.

### Calea ferată
Faptul ca trenurile metropolitane pot folosi aceeași infrastructură ca trenurile de marfă sau interurbane poate reduce drastic costul de construcție al unui astfel de sistem de mobilitate. Cu toate acestea, în mod frecvent, căi ferate dedicate sunt construite pentru a preveni întârzieri, în special în zona centrală a rețelei unde densitatea garniturilor poate fi ridicată.
Cele mai multe trenuri metropolitane folosesc standardul local de ecartament feroviar. Unele sisteme pot rula pe un ecartament mai îngust, iar altele pe unul mai larg. Exemple de ecartament îngust pot fi întâlnite în Japonia, Indonezia, Malaysia, Thailanda, Elveția, în Brisbane și Perth în Australia, în unele sisteme din Suedia, și pe linia Genoa-Casella din Italia. În Finlanda, India, Pakistan, Rusia, Brazilia și Sri Lanka, precum și în San Francisco în SUA și Melbourne și Adelaide, în Australia, se utilizează ecartament larg.

### Comparații cu alte moduri de transport feroviar

#### Metrou
Metroul acoperă, de obicei, o rază mai mică în spațiul intraurban care variază între 12 și 20 km. Acesta are o frecvență mai mare de circulație și circulă pe infrastructură dedicată (subterană sau supraterană), spre deosebire de trenurile metropolitane care de multe ori folosesc aceeași infrastructură și tehnologie ca restul trenurilor de persoane.
Cu toate acestea, clasificarea ca metrou sau tren metropolitan poate fi dificilă, deoarece ambele pot acoperi exclusiv  o zonă metropolitană și pot circula pe infrastructură dedicată în centrul orașului. Faptul că terminologia nu este standardizată între țări, nici măcar în țările care vorbesc aceeași limbă, complică situația. Distincția între metrou și tren metropolitan poate fi făcută cel mai ușor în orașele care folosesc ambele moduri de transport, cum ar fi Paris, care este deservit de metroul din Paris, și rețelele metropolitane RER, și Transilien, sau Londra, unde există metroul din Londra, London Overground, (viitorul) Crossrail, Thameslink și alte rețele metropolitane.

#### S-Bahn
Rețeaua S-Bahn este un tip hibrid de rută feroviară urbană-suburbană care deservește o regiune metropolitană. Cele mai cunoscute astfel de rețele sunt cele din Germania și Austria, dar ele există și în Copenhaga (sub numele de S-tog) și în Elveția (sub numele de S-Bahn/RER). În Germania, serviciul S-Bahn este încadrat într-o  categorie proprie, distinctă față de alte trenuri metropolitane sau regionale, și există în multe orașe mari, dar și în alte zone, având standarde tehnice și tipuri de servicii diferite în funcție locație.
Cele mai multe rețele S-Bahn îndeplinesc funcția de transport metropolitan, majoritatea nefiind separate de alte circulația altor categorii de trenuri și circulând pe rute lungi, între orașe și suburbii, nu doar zona metropolitană a unui singur oraș. Cu toate acestea, distanțele dintre stații sunt de obicei scurte. În sistemele mai mari, există, de obicei, un coridor principal în centrul orașului unde trenurile circulă cu o frecvență ridicată (asemenea metroului).
Exemple de oraș mare în care funcționează un sistem S-Bahn includ München și Frankfurt. Rețele S-Bahn există, de asemenea, în unele orașe de dimensiuni medii, cum ar fi Rostock sau Magdeburg, dar în aceste locații se prezintă mai mult ca trenuri metropolitane clasice, cu frecvențe mai mici și foarte puțină cale ferată dedicată. În Berlin, serviciul S-Bahn îndeplinește toate condițiile pentru a fi considerat un metrou adevărat (în ciuda existenței rețelei de metrou U-Bahn). Trenurile circulă pe șine dedicate, în întregime separate de alte trenuri, la frecvență înaltă, și pe rute cu distanțe scurte între stații. Diferența principală este că serviciile S-Bahn deservesc totuși o zonă mai îndepărtată de centrul orașului față de U-Bahn. În Hamburg și Copenhaga, trenuri diesel pe rute regionale continuă accesul la transport public feroviar unde se sfârșesc liniile S-Bahn (A-Bahn în zona Hamburg, și L-tog în zona Copenhaga).  

#### Trenuri regionale
Trenurile regionale oferă servicii de transport feroviar între orașe de diverse dimensiuni, spre diferență de trenurile interurbane care leagă orașe mari, sau trenurile metropolitane care leagă orașe de suburbii. Diferența principală dintre trenurile regionale și trenurile metropolitane este că cele din urmă au ca scop principal facilitarea navetei către zona urbană a locuitorilor din zona metropolitană, pe când trenurile regionale conectează în principal zonele cu densitate scăzută a populației între ele.
În România, transportul pe rute regionale este asigurat de către CFR Călători, prin serviciile Regio, dar și de compania privată Regio Călători.

#### Trenuri interurbane

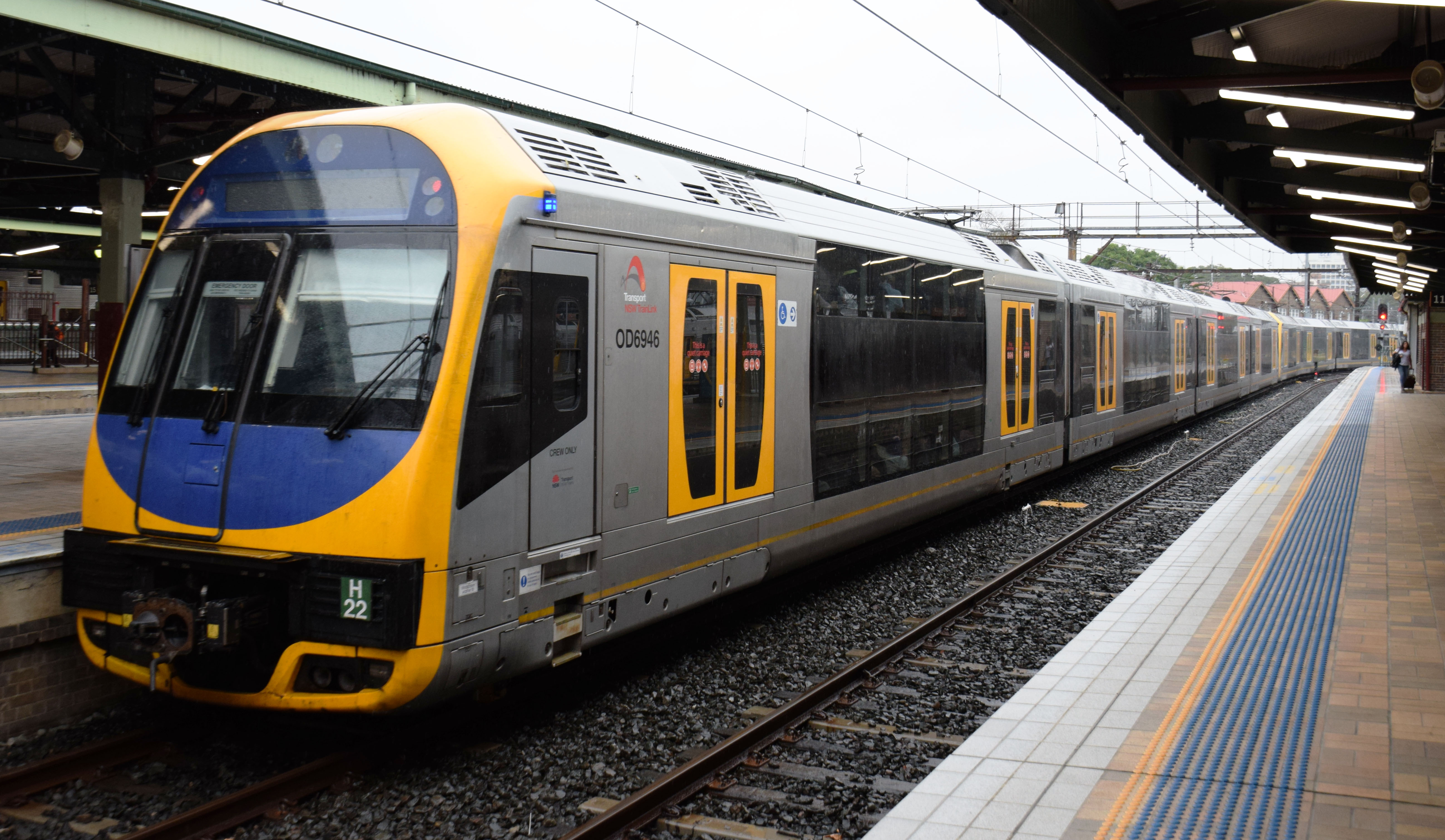
Un tren NSW TrainLink în gara centrală din Sydney

În anumite țări, în special în Europa, distincția între trenurile metropolitane și cele interurbane este greu de făcut datorită distanțelor relativ scurte parcurse de ambele. De exemplu, trenurile intercity din Belgia și Olanda, care sunt folosite la scară largă pentru navetă, au vitezele și parcurg distanțe asemănătoare cu trenuri metropolitane din alte state mai mari. De altfel, în Marea Britanie nu există o diviziune clară între trenuri de navetiști, regionale și trenurile interurbane, făcând dificilă o clasificare între cele trei categorii. În Rusia, rețelele de tren de navetă acoperă adeseori zone mai mari decât țări precum Belgia, distanțele fiind totuși mici luând în considerare suprafața Rusiei.

#### Trenuri de mare viteză
Trenuri de mare viteză sunt uneori utilizate ca trenuri de navetă, deservind o arie mult mai mare decât o zonă metropolitană tipică. Sistemul feroviar de mare viteză japonez Shinkansen este utilizat adesea de navetiștii din zona Tokyo. Aceștia pot face naveta de la distanțe de 100-200 de km folosind trenurile Shinkansen. De asemenea, anumite linii din China, cum ar fi calea ferată interurbană Beijing – Tianjin și calea ferată de mare viteză Shanghai – Nanjing, au un rol asemănător.
În Europa, un exemplu de rută de mare viteză folosită adesea pentru navetă ar putea fi cea dintre orașele elvețiene Zürich, Berna și Basel. Alte exemple includ ruta Regional-Express dintre München și Nürnberg, în Germania, sau rutele dintre Stockholm și Uppsala, Västerås, sau Eskilstuna.

## Tipuri de tren
Trenurile de navetă sunt, de obicei, optimizate astfel încât volumul de pasageri să fie cât mai mare, fără a renunța la prea mult confort al pasagerilor sau la spațiu de depozitare. Totuși, în general, aceste trenuri rareori au toate facilitățile trenurilor interurbane, beneficiind de mai puțin spațiu total și dotări mai puține. Vagoanele pot fi constituite dintr-un singur nivel sau pot fi cu dublu-nivel.

### Automotoare

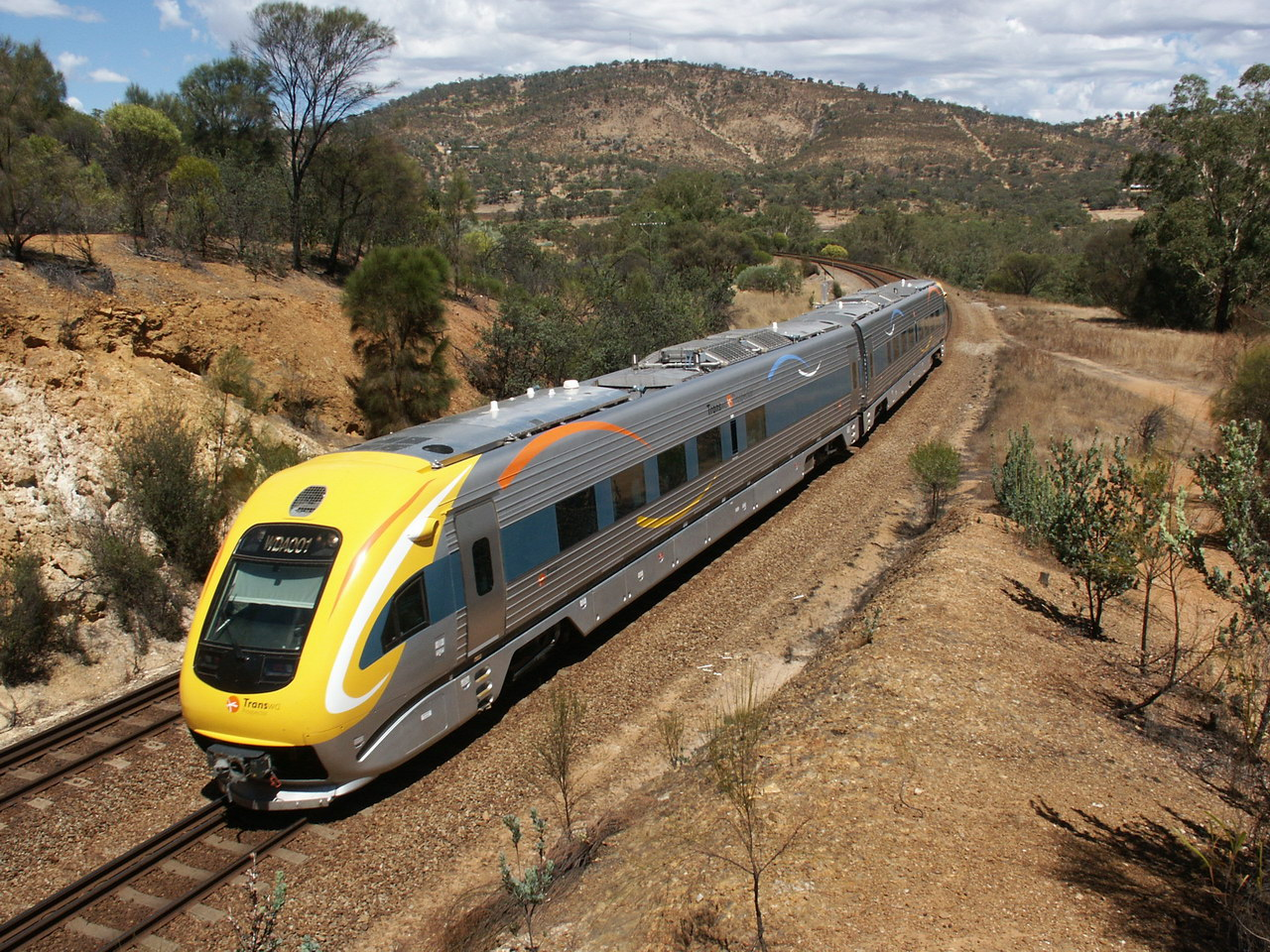
Un automotor Transwa Prospector

Cel mai comun tip de tren metropolitan este automotorul. Acesta este un vehicul feroviar autopropulsat, cu capacitate de mișcare bidirecțională, cu motoare diesel sau electrice pe fiecare boghiu. Automotoarele sunt aproape invariabil dotate cu cabine de control la ambele capete, beneficiind de un timp de redirecționare foarte scurt. Din acest motiv automotoarele sunt mai frecvent folosite pe rute suburbane, în comparație cu trenurile cu locomotivă.

### Trenuri cu locomotivă
Trenuri cu locomotivă sunt folosite în unele țări sau locații. Utilizarea unei singure flote feroviare pentru servicii interurbane, regionale și metropolitane poate fi avantajoasă, nefiind nevoie cumpărarea unor garnituri dedicate pentru rutele suburbane. Aceste servicii pot circula cu locomotiva fie în față, fie în spatele vagoanelor, funcționând prin împingere sau tragere. Trenurile sunt adesea echipate cu o cabină de control la celălalt capăt al trenului față de locomotivă, permițând operatorului de tren să conducă trenul din ambele capete. Locomotivele trenurilor metropolitane pot fi electrice sau diesel-electrice, deși unele țări, precum Germania sau unele țări din fostul bloc sovietic, utilizează locomotive diesel-hidraulice.

## Trenuri metropolitane în lume

### Africa

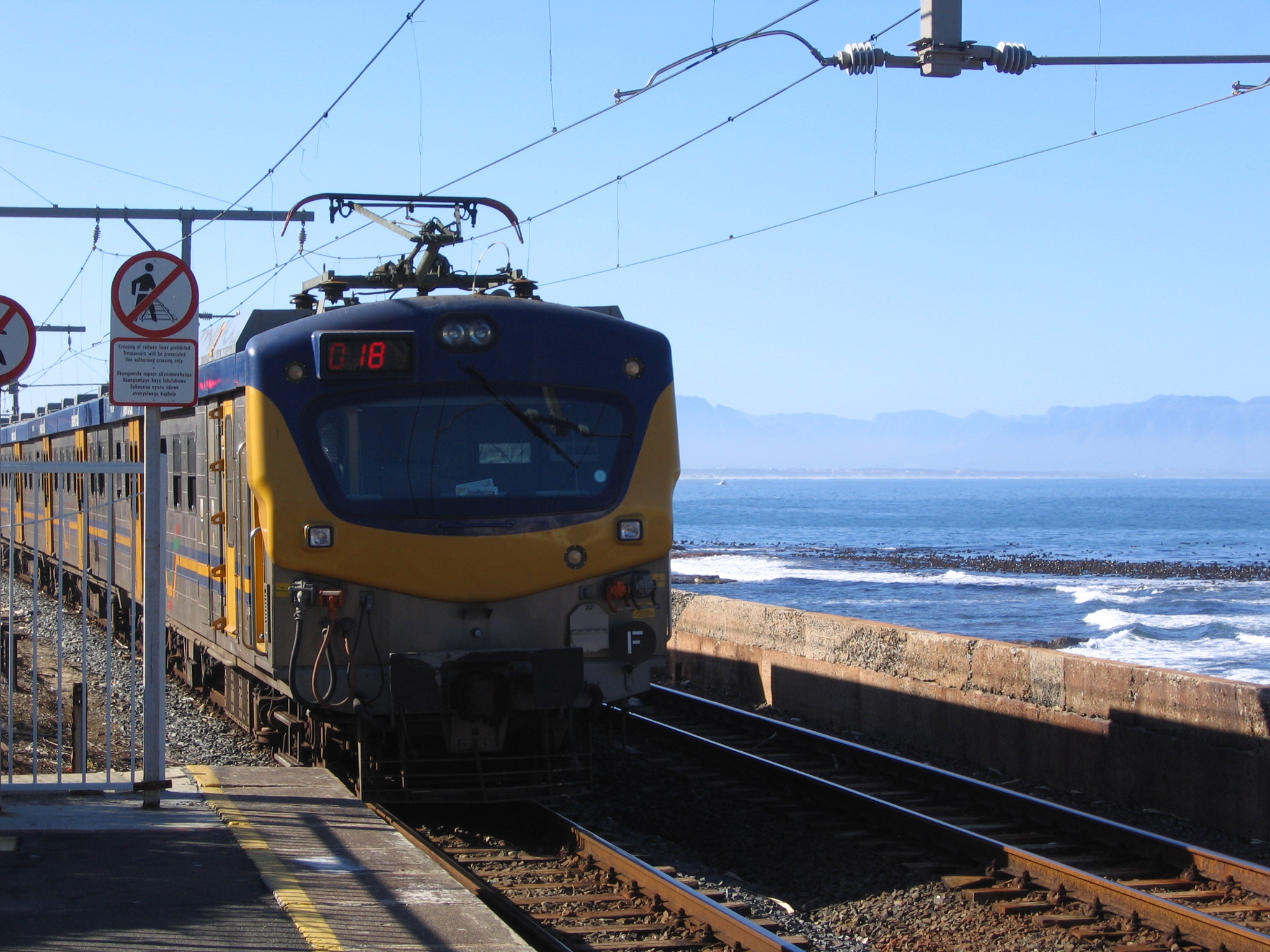
Un tren Metrorail ieșind din stația Kalk Bay în Cape Town, Africa de Sud

În prezent, nu sunt multe exemple de rute metropolitane în Africa. Singura țară din Africa de nord cu un sistem funcțional de transport feroviar metropolitan este Algeria. Compania de stat SNTF operează pe rute între capitala Alger și suburbiile din sudul și estul său, cât și între campusurile celor două mari universități.
În Africa subsahariană, țara cu cel mai extins sistem de trenuri metropolitane este Africa de Sud, unde operatorul Metrorail oferă servicii în marile orașe din țară. În Tanzania, trenurile Treni ya Mwakyembe asigură transportul în zona metropolitană a orașului Dar es Salaam, iar în Botswana, BR Express oferă o rută pentru navetă între Lobatse și Gaborone.

### Asia
Din 2019, Marmaray este o linie feroviară intercontinentală de navetă (linie metropolitană) în Istanbul, Turcia, cu o lungime de 76,6 de kilometri. Sistemul Marmaray este extrem de integrat cu liniile de metrou.

#### Asia de est
În Japonia, rețelele de tren de navetă sunt vaste, iar trenurile circulă cu frecvență ridicată. În multe cazuri, trenurile metropolitane japoneze seamăna mai mult cu o rețea clasică de metrou (frecvență de circulație crescută, accent pe statul în picioare, distanțe mici între stații) decât cu rețele suburbane din alte țări. Rețelele feroviare metropolitane japoneze tind să aibă o suprapunere mare cu liniile de metrou. Din punct de vedere financiar, este de remarcat faptul că majoritatea sistemelor de transport feroviar metropolitan din Japonia sunt deținute și operate de către companii private, fără subvenții din partea statului.
Sisteme de transport feroviar pentru navetă au fost inaugurate în mai multe orașe din China, cum ar fi Beijing, Shanghai, Zhengzhou, Wuhansau Changsha, existând planuri pentru noi sistemele mari în nord-estul țării, în Zhejiang, Jing-Jin-Ji, și în zona deltei fluviului Yangtze. În Hong Kong, trei linii au fost construite la standarde de transport feroviar metropolitan, dar funcționează ca un sistem de metrou.
Alte exemple în Asia de Est includ Metroul Metropolitan Seul în Coreea de Sud, sau rutele din zonele metropolitane Taipei, Taichung, și Tainan, în Taiwan.

#### Asia de sud-est

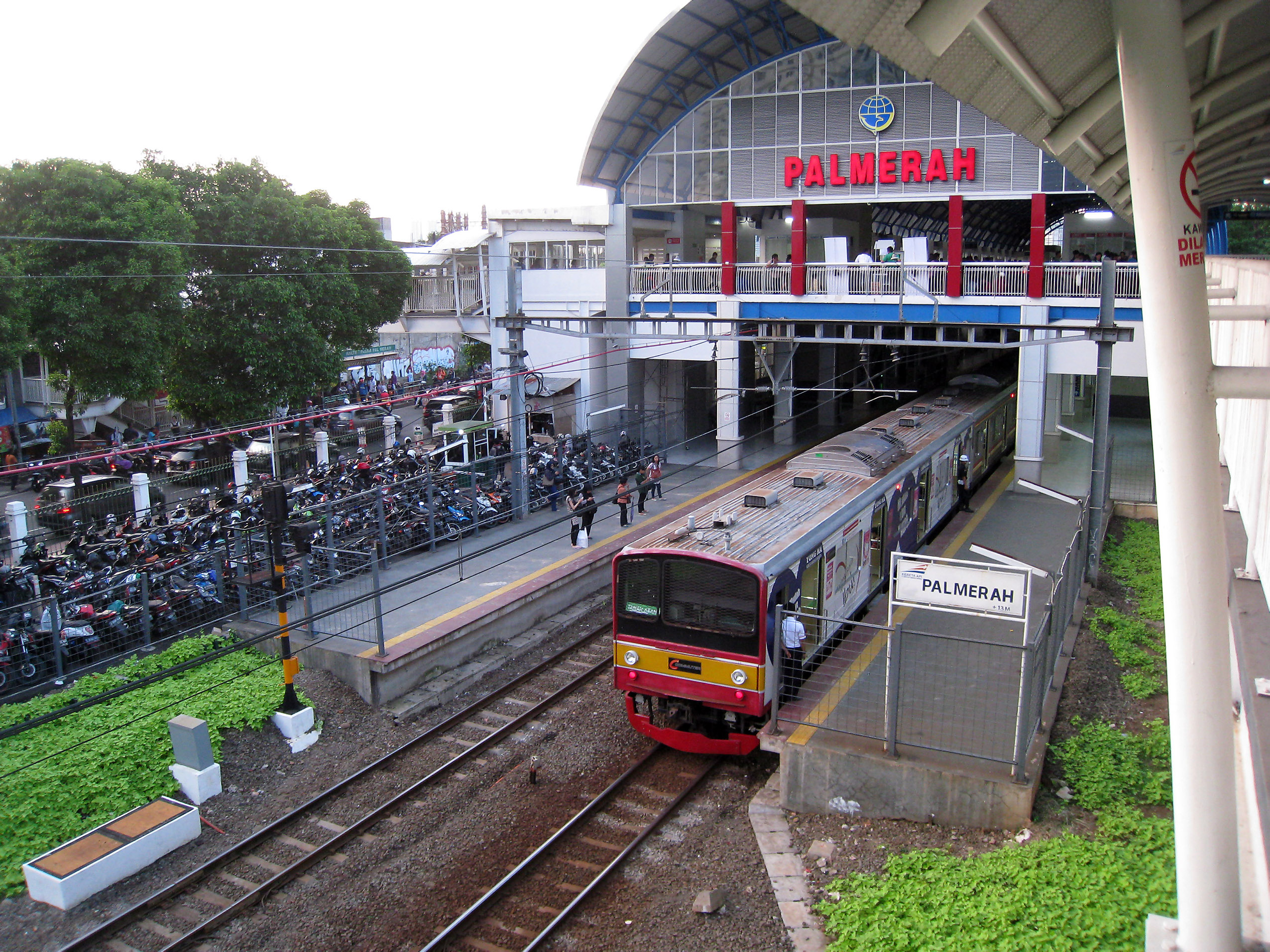
Automotor electric în stația Palmerah, Jakarta, Indonezia

În Indonezia, KRL Commuterline este cel mai mare sistem feroviar de navetă din țară, deservind zona metropolitană Jakarta. Acesta conectează centrul orașului cu orașele și suburbiile din jur în provinciile Banten și Java de Vest, printre care Depok, Bogor, Tangerang, Bekasi, Serpong și Maja. Sisteme de transport feroviar metropolitan mai sunt prezente în Indonezia în zonele metropolitane ale orașelor Surabaya, Prambanan, Surakarta, și Bandung, printre altele.
În Filipine, căile ferate naționale filipineze au în prezent două rețele feroviare de transport metropolitan, una acoperind zona Manila, iar cea de-a doua, zona Bicol. În prezent, se construiește o nouă linie metropolitană în zona Manila, în direcția Nord-Sud, secțiunea de nord urmând să fie parțial deschisă până în anul 2021.
Alte rețele feroviare metropolitane din Asia de Sud-est sunt Yangon Circular Railway din Myanmar, și KTM Komuter din zona Kuala Lumpur și valea Klang, Malaysia.

#### Asia de sud
În India, rețele feroviare metropolitane sunt prezente în marile orașe. Mumbai Suburban Railway, cel mai vechi sistem de căi ferate suburbane din Asia, transportă zilnic peste 7,24 milioane de navetiști, care constituie mai mult de jumătate din capacitatea totală de transport de pasageri zilnică a căilor ferate indiene. Kolkata Suburban Railway este cea mai mare rețea de căi ferate suburbane din India, care acoperă 348 de stații, și transportă peste 3,5 milioane de persoane pe zi. Chennai Suburban Railway împreună cu Chennai Mass Rapid Transit System este o altă rețea importantă, folosită de peste un milion de oameni zilnic în diferite zone din Chennai. Alte rețele feroviare metropolitane din India ar mai fi Hyderabad MMTS, Delhi Suburban Railway, Pune Suburban Railway și Lucknow-Kanpur Suburban Railway.

#### Orientul mijlociu
În Iran există în prezent rute feroviare metropolitane în zona Teheran, mai multe linii în diverse stadii de planificare sau construcție existând și în zona Isfahan.

### Europa

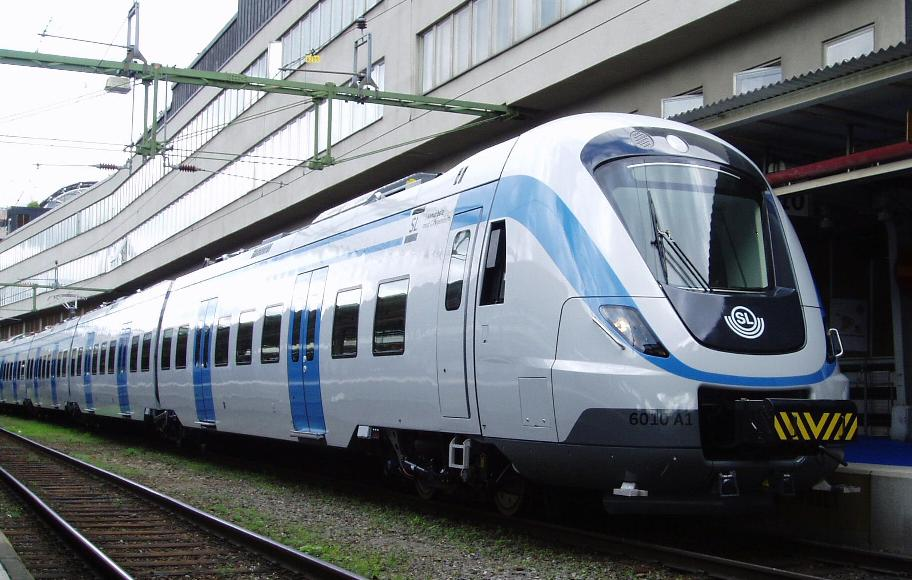
Tren X60 în gara centrală din Stockholm, Suedia

Multe zone metropolitane europene sunt deservite de sisteme feroviare suburbane. Exemple cunoscute includ BG Voz în zona Belgrad (Serbia), S-Bahn în Germania și în zonele germanofone din Elveția și în Austria, Proastiakos în Grecia, RER în Franța și Belgia, linii suburbane la Milano, Roma, și alte orașe (Italia), Cercanías și Rodalies în Spania, CP Urbanos în Portugalia, Esko în Praga și Ostrava (Cehia), BHÉV în zona Budapesta (Ungaria) și DART în zona Dublin (Irlanda). În Rusia, Ucraina și în alte țări ale fostei Uniuni Sovietice, automotoarele electrice suburbane, numite Elektrichka, sunt comune.   

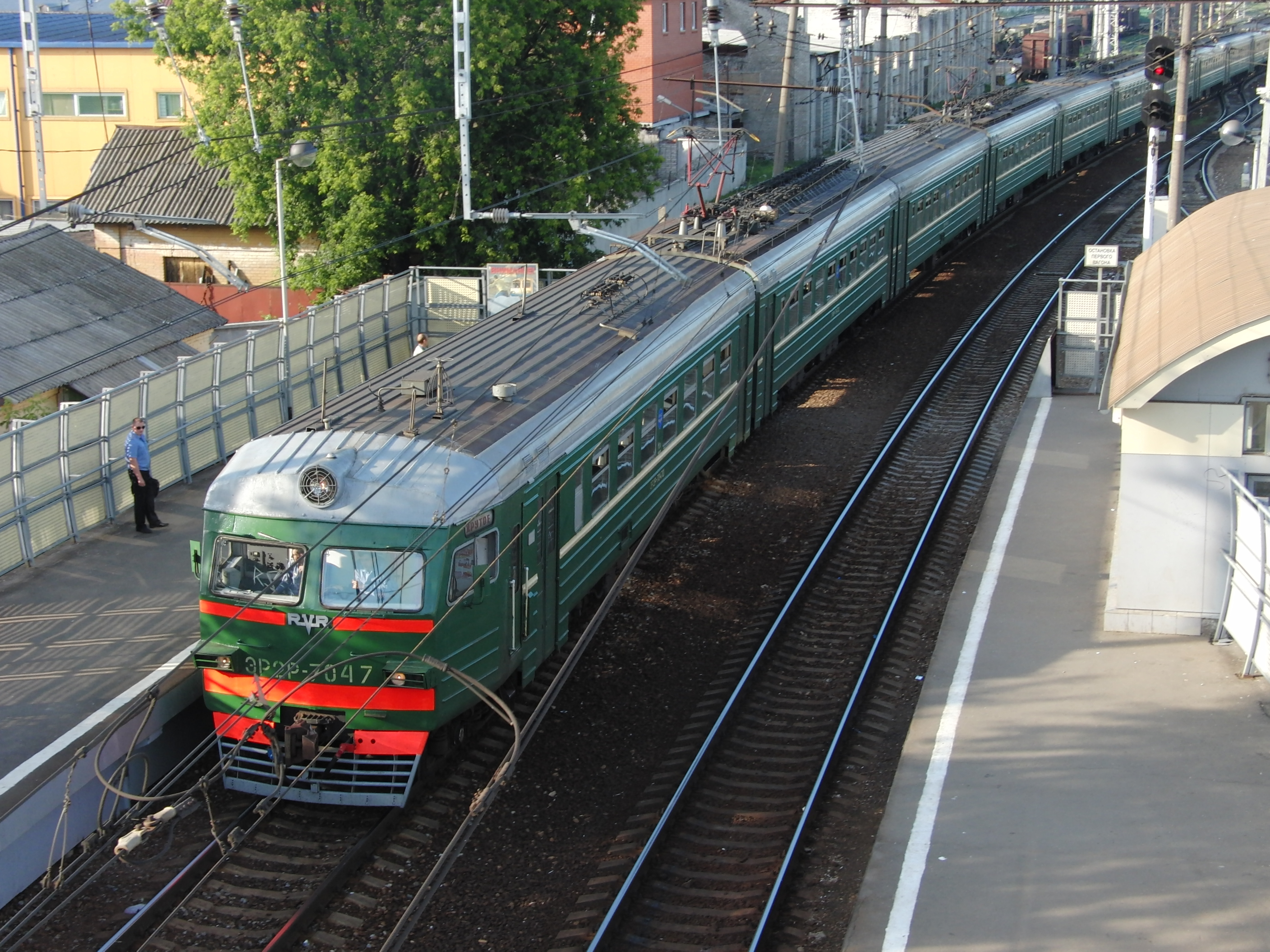
Tren Elektrichka în stația Orekhovo-Zuevo în drum spre Moscova

În Suedia, rețele feroviare metropolitane, cunoscute sub numele de Pendeltåg, sunt prezente în zonele Stockholm și Göteborg. Rețeaua feroviară metropolitană din zona Stockholm, construită începând cu anul 1968, este similară cu rețelele S-Bahn din München și Frankfurt, prin faptul că poate folosi aceeași cale ferată ca trenurile interurbane și trenurile de marfă. Totuși, circulă în mare parte pe trasee dedicate și este utilizat în principal pentru transportul pasagerilor între suburbii și centrul orașului, nu pentru transportul intraurban. Rețeaua metropolitană din zona Göteborg, construită începând cu anul 1960, este similară cu cea din zona Stockholm, dar diferă prin faptul că folosește în totalitate aceeași infrastructura ca trenurile regionale și interurbane. Alte rute feroviare care sunt, de asemenea, considerate rute metropolitane, dar nu poartă numele de Pendeltåg includ Roslagsbanan și Saltsjöbanan în Stockholm, Mälartåg în Valea Mälaren, Östgötapendeln în Östergötland län, Upptåget în Uppsala län, Norrtåg în nordul Norrland și Pågatågen în Skåne County. Cel din urmă acționează și ca sistem feroviar regional, întrucât deservește unor orașe la distanță de peste 100 km și la peste o oră de orașul principal, Malmö .
În Norvegia, rețeaua feroviară metropolitană din Oslo folosește preponderent aceleași linii ca trenurile interurbane, dar circulă și pe unele căi ferate dedicate. Oslo are cel mai mare sistem feroviar de navetă din țările nordice, din punctul de vedere al lungimii liniilor și a numărului de stații. Totuși, unele curse considerate ca fiind metropolitane au durate de călătorie (peste o oră de la Oslo) și frecvențe (o dată pe oră) care sunt mai asemănătoare rutelor regionale. De asemenea, zonele metropolitane Bergen, Stavanger și Trondheim au rețele de transport feroviar. Acestea au doar una sau două linii fiecare și folosesc aceeași infrastructură ca trenurile care circulă pe rute naționale.
În Finlanda, rețeaua de transport feroviar Helsinki circulă pe șine dedicate de la gara centrală Helsinki până la Leppävaara și Kerava. Calea ferată de centură deservește aeroportului Helsinki-Vantaa și suburbiilor nordice din Vantaa și este folosită exclusiv de rețeaua de transport feroviar suburban. Pe 15 decembrie 2019, Tampere a inaugurat propriul serviciu feroviar metropolitan.
În Polonia, există rețele feroviare metropolitane în zona Trioraș (Gdańsk, Gdynia și Sopot), dar și în zonele Varșovia, Cracovia și Katowice. Rețele similare sunt planificate pentru zonele Wrocław și Łódź.

#### România

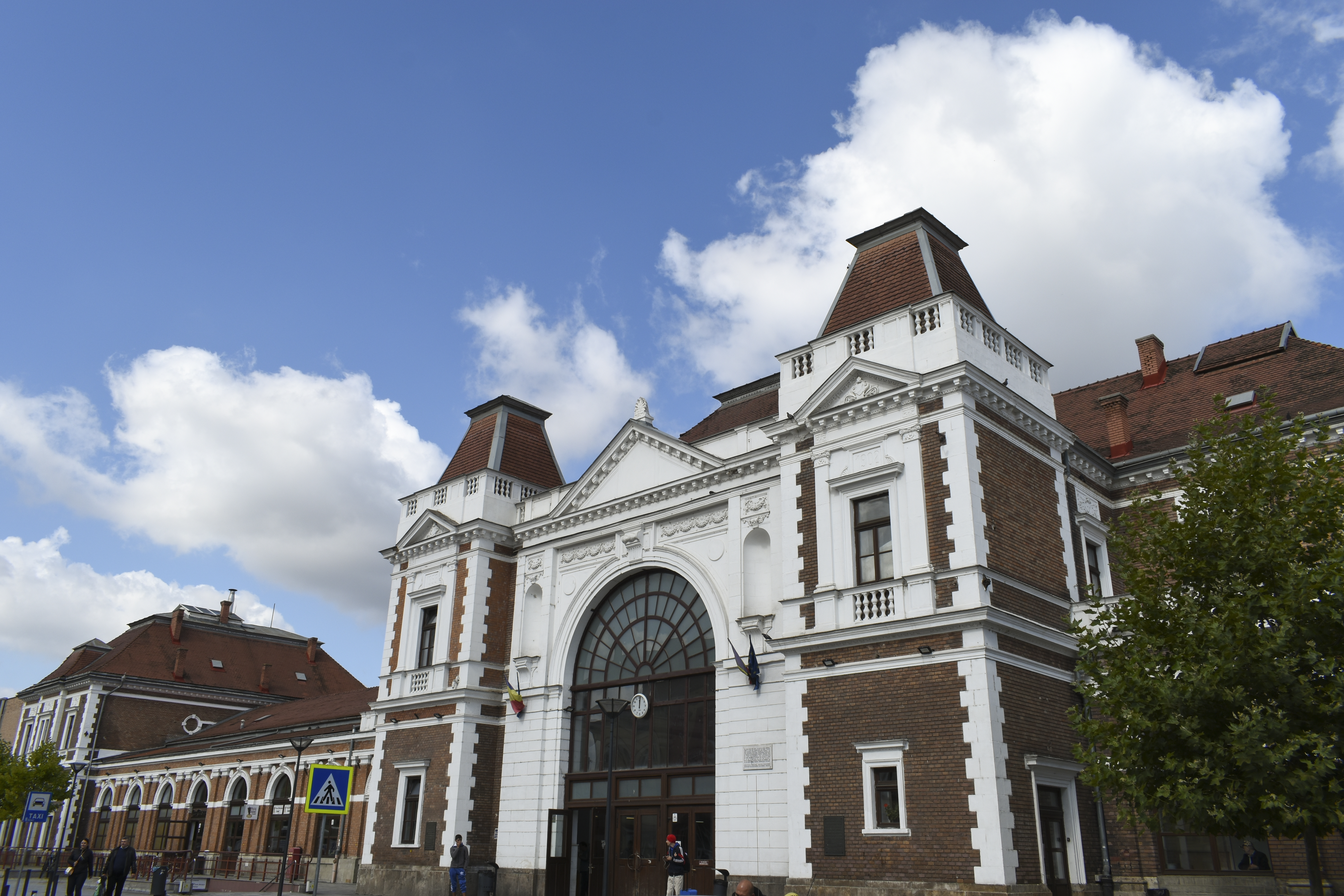
Gara Cluj-Napoca

În România nu există o categorie specială de trenuri metropolitane. Trenurile CFR Călători (principalul furnizor de servicii de transport feroviar de persoane din România) circulă totuși în zonele metropolitane și sunt folosite de către navetiști. Din punct de vedere nominal, acestea sunt considerate de cele mai multe ori trenuri regionale, existând totuși unele trenuri InterRegio care circulă în regim de tren suburban (cu opriri mai dese) în apropierea orașelor mari. Exemple de rute metropolitane sunt Golești-Pitești, Galați-Barboși-Brăila, Verești-Suceava, București-Buftea, București-Fundulea, Constanța-Medgidia-Cernavodă și Cluj-Napoca-Apahida.
Prima rută de tren metropolitan dedicat din România ar urma să deservească zonei metropolitane Cluj-Napoca, pe o rută de 43 km care să facă legătura între satele Nădășelu, Suceagu, și Baciu, municipiul Cluj-Napoca, Aeroportul Internațional Avram Iancu, și comunele Apahida, Jucu și Bonțida. Aceasta ar urma să folosească infrastructura feroviară existentă, și să beneficieze de parcări de tipul park and ride în apropierea anumitor stații. Studiile de fezabilitate pentru trenul metropolitan Cluj și metroul din Cluj (cu care trenul ar urma să fie conectat în zona Aurel Vlaicu a municipiului Cluj-Napoca) au început în luna aprilie 2020. Acestea au termen de finalizare iunie 2021 în cazul trenului metropolitan, și iunie 2022 în cazul metroului.

### America

#### America centrală și de nord

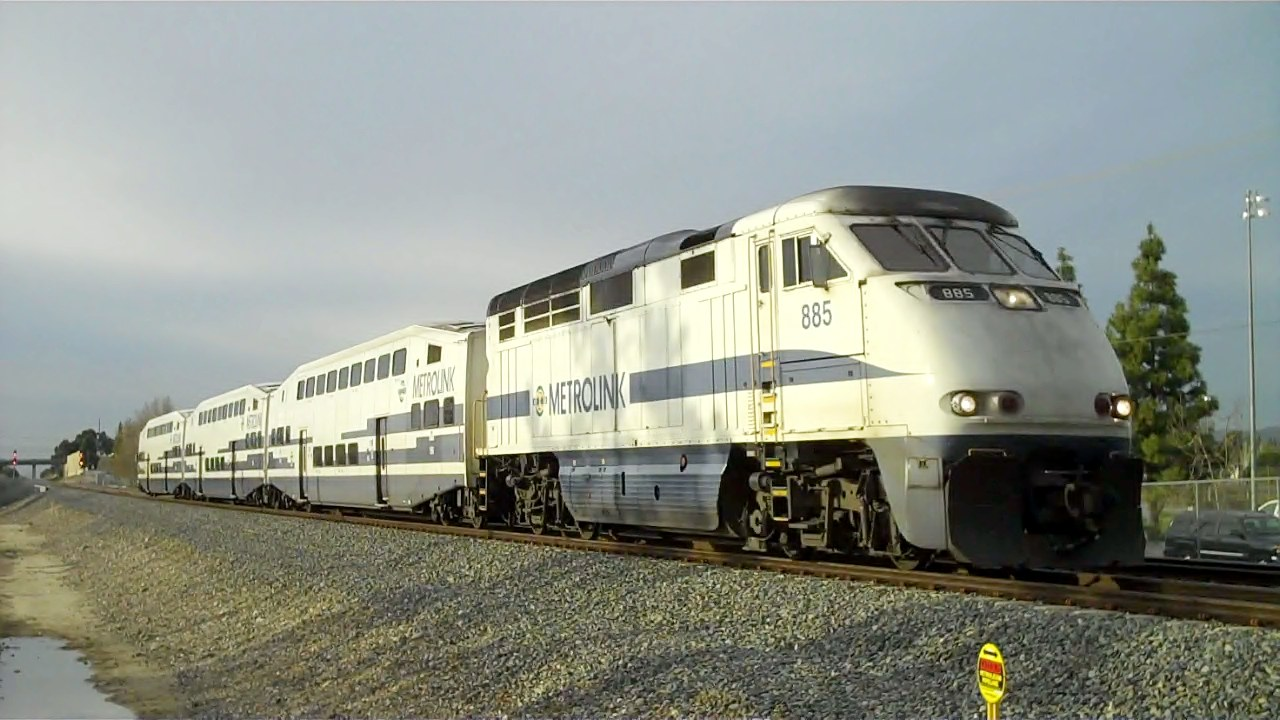
Metrolink oferă servicii feroviare de navetă în sudul Californiei.

În Statele Unite, Canada, Costa Rica, El Salvador și Mexic, serviciile feroviare metropolitane sunt furnizate de companii de stat sau afiliate statului, un număr redus de zone metropolitane fiind deservite.

#### America de sud

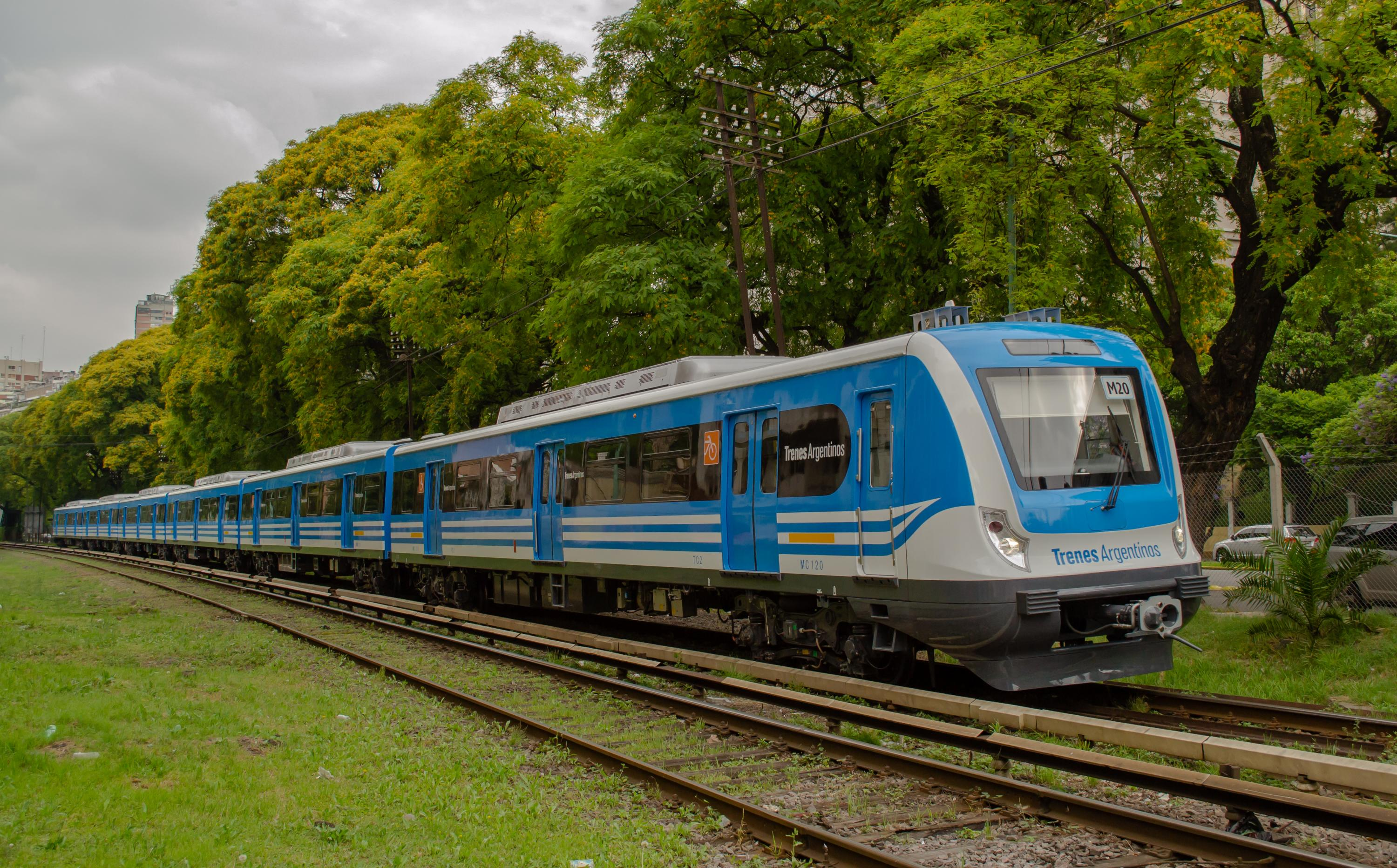
Linia Mitre face parte din sistemul vast de cale ferată metropolitană din Buenos Aires

Exemple de rețele feroviare metropolitane din Brazilia includ cei 899 km de cale ferată din zona metropolitană Buenos Aires și cei 225 km din zona Rio de Janeiro. Un alt exemplu este Companhia Paulista de Trens Metropolitanos din zona São Paulo, Brazilia. Aceasta are 94 de stații împărțite pe șapte linii, cu o lungime totală de 273 km.
În Chile, compania Metrotrén asigură transportul feroviar în zona metropolitană a capitalei Santiago de Chile. De asemenea, regiunea Valparaíso beficiază de o rețea de tren suburban.

### Oceania

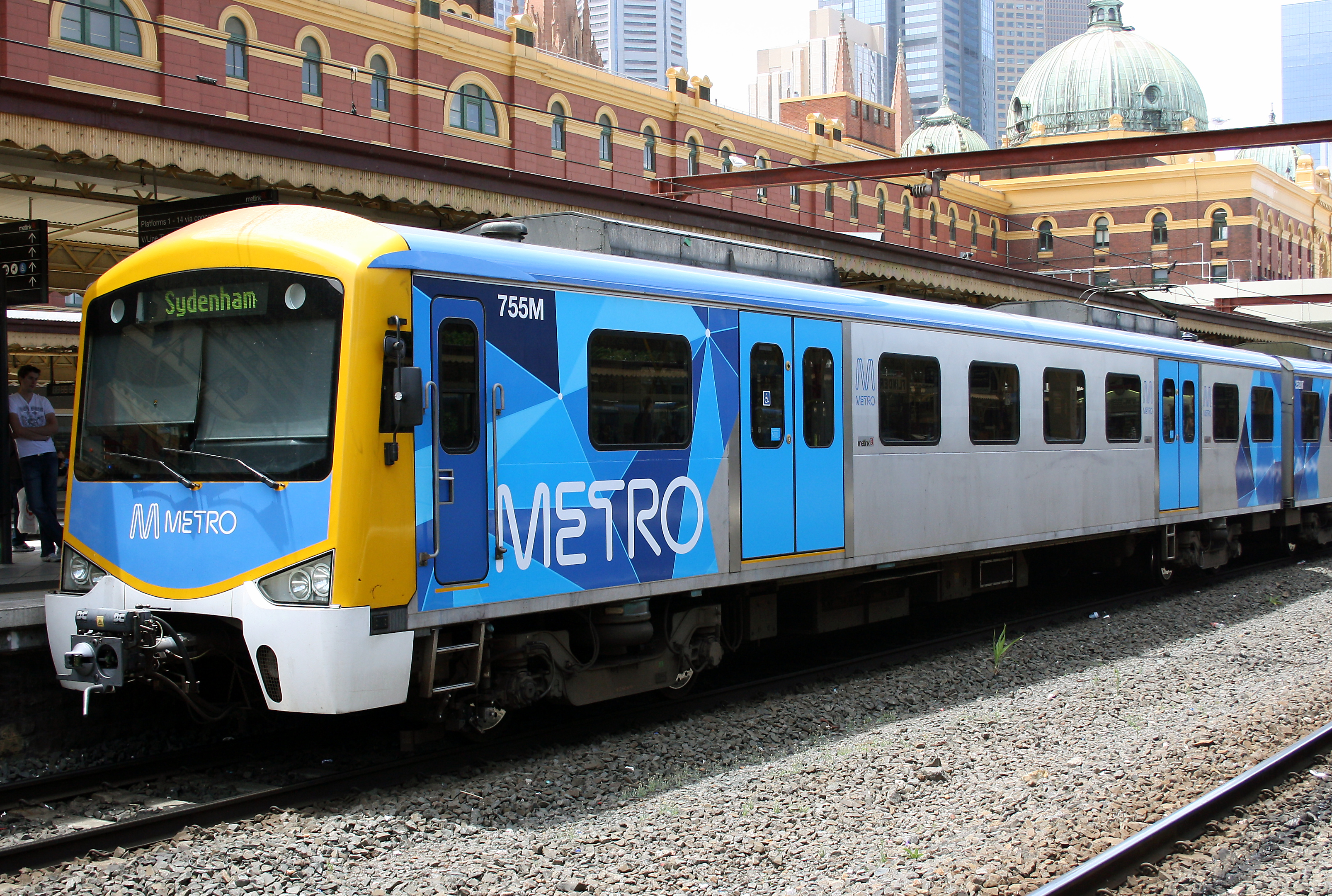
Un tren de navetă Melbourne Siemens

Cele cinci orașe mari din Australia, Sydney, Melbourne, Queensland, Adelaide și Perth, au rețele feroviare pentru navetă în zonele lor metropolitane. Aceste rețele oferă servicii frecvente, cu trenuri care pleacă o dată la 10-30 de minute din majoritatea stațiilor suburbane și până la 3-5 minute la orele de vârf din stațiile subterane din centrele orașelor. Rețelele suburbane s-au dezvoltat din căile ferate naționale și nu au fost niciodată separate complet de traficul interurban și de marfă, spre deosebire de rețelele metropolitane din alte țări comparabile economic. Cu toate acestea, trenurile metropolitane au identități proprii și constituie coloana vertebrală a sistemului de transport public al orașelor respective. Rețelele metropolitane sunt aproape complet electrificate.
Noua Zeelandă are două rețele feroviare suburbane comparabile cu cele din Australia: cea din zona Auckland, operată de Transdev Auckland, și cea din Wellington, operată de Transdev Wellington.

## Linkuri externe
- Știri de transport feroviar și de tranzit Știri actuale cu privire la dezvoltarea și problemele de transport feroviar